# نشانگان بندیکت
نشانگان بندیکت (انگلیسی: Benedikt syndrome)، که به نام‌های سندرم بندیکت، نشانگان هستهٔ قرمز یا نشانگان میان‌مغزی پارامدین (paramedian midbrain syndrome) نیز شناخته می‌شود، یک اختلال عصبی نادر است که به دلیل آسیب به میان‌مغز ایجاد می‌شود.
این سندرم نوع نادری از سکته مغزی در گردش خون خلفی مغز است که باعث ایجاد علائم عصبی در میان‌مغز، مخچه و ساختارهای مرتبط می‌شود.

## علائم و نشانه‌ها
این سندرم با مجموعه‌ای از علائم مشخص می‌شود که ناشی از آسیب به نواحی خاصی از میان‌مغز است.
شایع‌ترین علائم شامل فلج عصب حرکتی چشم در همان سمت ضایعه، ضعف عضلانی (همی‌پارزی) در سمت مقابل بدن، آتاکسی (اختلال در هماهنگی حرکتی) مخچه‌ای در سمت مقابل، لرزش هولمز و/یا حرکات غیرارادی شبیه کره‌آتتوز است.
به دلیل نادر بودن این بیماری، ممکن است در معاینه‌های بالینی به راحتی تشخیص داده نشود؛ بنابراین، نکته مهم این است که در صورتی که بیماری با فلج عصب حرکتی چشم در همان سمت، ضعف عضلانی در سمت مقابل، آتاکسی در سمت مقابل، لرزش هولمز، و/یا حرکات غیرارادی مراجعه کند، باید احتمال نشانگان بندیکت مورد بررسی قرار گیرد.

## علل
نشانگان بندیکت به دلیل ضایعه‌ای (انفارکتوس، خونریزی، تومور یا سل) در کلاهک میان‌مغز و مخچه ایجاد می‌شود. به‌طور خاص، ناحیه میانی آسیب می‌بیند. این عارضه می‌تواند ناشی از انسداد سرخرگ مغزی پسین یا شاخه‌های نفوذی پارامدیان سرخرگ بازیلار باشد.

## تشخیص
- فلج عصب حرکتی چشم: انحراف چشم به سمت پایین و بیرون، دوبینی، مردمک باریک، مردمک گشاد و از دست دادن رفلکس تطابق.
- از دست دادن حس عمقی و حس ارتعاش در سمت مخالف بدن.
- آتاکسی مخچه‌ای: حرکات غیرارادی.

## درمان
تحریک عمقی مغز ممکن است برای کاهش برخی از علائم نشانگان بندیکت، به‌ویژه لرزش‌های مرتبط با این اختلال، مؤثر باشد.